# Carnalità morbosa
Carnalità morbosa è un film italiano del 1981 diretto da Mario Siciliano.

## Trama
Antonio, un playboy ormai anziano, continua a condurre una vita amorosa movimentata: oltre all'amante ufficiale, convive con altre due donne. Un attacco cardiaco che compromette definitivamente la salute dell'uomo farà scattare la corsa all'eredità.